# Daniel Nielsen (piłkarz)
Daniel Nielsen (ur. 1 maja 1995) – duński piłkarz, występujący na pozycji obrońcy.

## Życiorys
Do 2013 roku występował w juniorach B 93, po czym został członkiem zespołu U-19 Vanløse IF. W 2014 roku został promowany do pierwszej drużyny Vanløse. W roku 2018 awansował z Vanløse do 2. division.
Zagrał w reprezentacji Danii w meczu 5 września 2018 roku ze Słowacją. Występ Nielsena miał związek z protestem podstawowych reprezentantów kraju, którzy nie potrafili porozumieć się z DBU. Nielsen rozegrał całe spotkanie. Dania przegrała mecz 0:3.

## Statystyki ligowe
| Sezon     | Klub       | Liga           | Mecze | Gole |
| --------- | ---------- | -------------- | ----- | ---- |
| 2014/2015 | Vanløse IF | Danmarksserien | ?     | ?    |
| 2015/2016 | Vanløse IF | Danmarksserien | ?     | ?    |
| 2016/2017 | Vanløse IF | Danmarksserien | ?     | ?    |
| 2017/2018 | Vanløse IF | Danmarksserien | ?     | ?    |
| 2018/2019 | Vanløse IF | 2. division    | 21    | 0    |
| 2019/2020 | Vanløse IF | 2. division    | 8     | 1    |
| 2020/2021 | Vanløse IF | 2. division    | 24    | 2    |
| 2021/2022 | Vanløse IF | 3. division    | 19    | 0    |